# Ottenhöfen
Ottenhöfen é um município da Alemanha, no distrito de Ortenaukreis, na região administrativa de Freiburg, estado de Baden-Württemberg.